# Видовдан (песма)
Видовдан  је чувена патриотска песма српске певачице Гордане Лазаревић из 1989. године. Песма је убрзо постала култна, како на простору Косова и Метохије тако и на осталим територијама где живе Срби. Аутор песме је композитор Милутин Поповић Захар. Написао је поводом прославе 600 година Косовске битке. Песма је популарна у Русији, а певају је и Перуанци, Грци и Румуни.